# ورنر اولک
ورنر اولک (آلمانی: Werner Olk؛ زادهٔ ۱۸ ژانویهٔ ۱۹۳۸) بازیکن و مربی سابق فوتبال اهل آلمان است.
از باشگاه‌هایی که در آن بازی کرده‌است می‌توان به باشگاه فوتبال بایرن مونیخ اشاره کرد.
وی همچنین در تیم ملی فوتبال آلمان بازی کرده‌است.